# Щокавско наречие
Щокавското наречие (на сърбохърватски: štokavsko narječje) е диалектна група в сърбохърватския език, обхващаща повечето негови диалекти.
То е една от трите основни диалектни групи в сърбохърватския – наред с чакавската и кайкавската, които имат ограничена взаимна разбираемост и понякога са определяни като три самостоятелни езика. Трите форми дължат наименованията си на произношението на думата „какво“ (съответно като „що“, „ча“ и „кай“), но се различават и по много други характеристики.
Щокавските диалекти са основа за всички съвременни книжовни норми на сърбохърватския – сръбска, хърватска, босненска и черногорска.